# شیر یا خط (فیلم ۱۳۹۲)
شیر یا خط فیلمی به کارگردانی فرشاد ارج است که در سال ۱۳۹۲ در شبکه نمایش خانگی منتشر شد.

## بازیگران
| بازیگر       | نقش         | شخصیت         |
| ------------ | ----------- | ------------- |
| علی صادقی    | رامین       | اصلی          |
| سحر قریشی    | نیلوفر/شبنم | نامزد رامین   |
| آرش اسد      | بهروز       | دوست رامین    |
| محمدرضا حقگو | منوچهر      | پدر نیلوفر    |
| عباس محبوب   | ایرج        | دوست منوچهر   |
| سوسن پرور    |             | همسر ایرج     |
| ندا قربانی   | ستاره       | نامزد بهروز   |
| فاطمه شکری   |             | مادر رامین    |
| کریم قربانی  | مش رمضون    | خدمت کار ایرج |

## خلاصه فیلم
رامین (علی صادقی) پسری است با وضع مالی نه چندان خوب که به نیلوفر (سحر قریشی) از خانواده ای ثروتمند علاقه‌مند است. منوچهر، پدر نیلوفر (محمدرضا حقگو) به رامین سه ماه مهلت می‌دهد که مقدمات ازدواج و زندگی با نیلوفر را فراهم کند. رامین برای به دست آوردن پول مورد نیاز با دوستش بهروز (آرش اسد) نقشه ای می‌کشند و رامین را به جای داماد گمشده خانواده ثروتمندی جا می‌زنند که دچار فراموشی شده‌است تا پول مژدگانی را دریافت کنند.